# Josh Brecheen

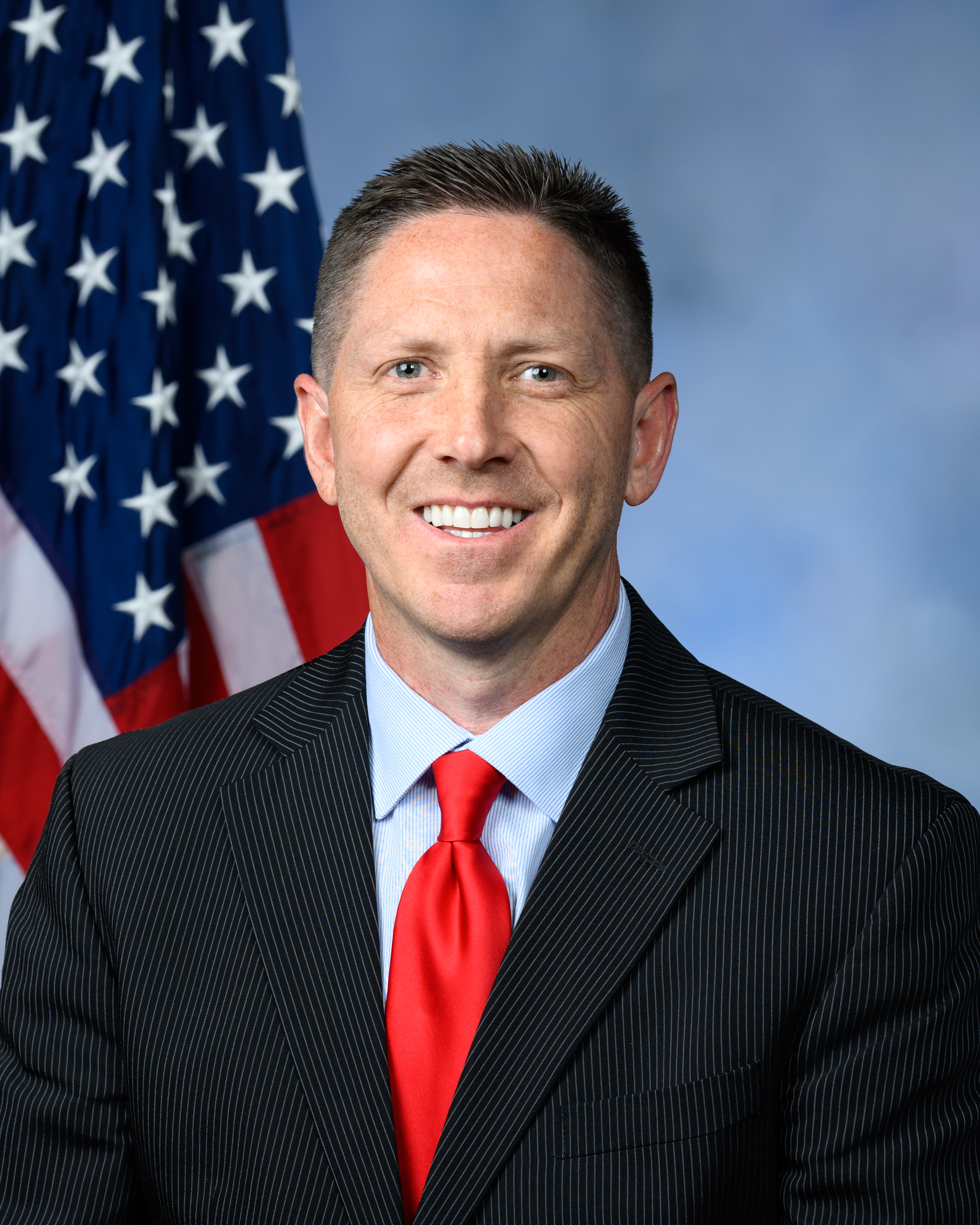
Josh Brecheen (2023)

Joshua „Josh“ Chad Brecheen (* 19. Juni 1979 in Ada, Pontotoc County, Oklahoma) ist ein choctaw-US-amerikanischer Politiker der Republikanischen Partei. Seit Januar 2023 vertritt er den 2. Distrikt des Bundesstaats Oklahoma im US-Repräsentantenhaus. Zudem war er von 2010 bis 2018 Mitglied des Senats von Oklahoma.

## Leben
Brecheen besuchte bis 1997 die Coalgate High School in Coalgate und erhielt 2002 einen Bachelor of Science von der Oklahoma State University, worauf er als Inhaber einer Ranch und des Unternehmens Rawhide Dirtworks L.L.C. arbeitete. Zwischen 2004 und 2010 assistierte er dem Senator von Oklahoma Tom Coburn. Er war state president der Oklahoma FFA Association.
Brecheen ist mit Kacie Brecheen verheiratet und hat vier Kinder.

## Politische Laufbahn
Brecheen wurde 2010 mit 56,77 % der Stimmen in den Senat von Oklahoma gewählt und 2014 mit 53,6 % der Stimmen wiedergewählt. Er trat 2018 nicht wieder an.
2022 kandidierte er für den Posten des Vertreters des 2. Kongresswahlbezirk Oklahomas im Repräsentantenhaus. Der Amtsinhaber Markwayne Mullin trat nämlich stattdessen erfolgreich für den Senatssitz für Oklahoma des krankheitsbedingt zurückgetretenen Jim Inhofe an. Nachdem Brecheen sich mit 52,2 % der Stimme in der republikanischen Vorwahl durchgesetzt hatte, gewann er mit 72,2 % der Wählerstimmen gegen die Demokratin Naomi Andrews. Politisch vertritt er eine konservative Weltanschauung. Er wurde am 7. Januar 2023 als Mitglied des Repräsentantenhauses des 118. Kongresses vereidigt. Bei der folgenden Wahl zum Repräsentantenhaus 2024 musste er sich mangels Herausforderer keiner Vorwahl stellen. Die Hauptwahl im November gewann er dann mit 74,2 %.  Seine aktuelle Legislaturperiode im Repräsentantenhaus des 119. Kongresses läuft noch bis zum 3. Januar 2027.

### Ausschüsse
Er ist aktuell Mitglied in folgenden Ausschüssen des Repräsentantenhauses:
- Committee on Homeland Security
  - Border Security and Enforcement
  - Emergency Management and Technology
- Committee on the Budget